# Liste von Leuchttürmen in Nordirland
Die Liste von Leuchttürmen in Nordirland benennt Leuchttürme in Nordirland, Vereinigtes Königreich.
Die Leuchttürme werden, gemeinsam mit den Leuchttürmen in Irland, von den Commissioners of Irish Lights betrieben.

## Liste
| Name                       | Region                 | Gewässer    | Position                        | Baujahr   | Turmhöhe | Feuerhöhe | Kennung     | Bild |
| -------------------------- | ---------------------- | ----------- | ------------------------------- | --------- | -------- | --------- | ----------- | ---- |
| Rathlin West Lighthouse    | Rathlin                | Nordkanal   | 55° 18′ 3,1″ N, 6° 16′ 48,9″ W  | 1917      | 18 m     | 62 m      | Fl.R.5s     |      |
| Rathlin East Lighthouse    | Rathlin                | Nordkanal   | 55° 18′ 5,7″ N, 6° 10′ 16″ W    | 1856      | 27 m     | 74 m      | Fl.(4)W.20s |      |
| Rue Point Lighthouse       | Rathlin                | Nordkanal   | 55° 15′ 32″ N, 6° 11′ 28,4″ W   | 1915/1921 | 11 m     | 16 m      | Fl.(2)W.5s  |      |
| Maidens Lighthouse         | Mid and East Antrim    | Nordkanal   | 54° 55′ 44,9″ N, 5° 43′ 40,2″ W | 1829      | 23 m     | 29 m      | Fl.(3)W.15s |      |
| Chaine Tower Lighthouse    | Mid and East Antrim    | Nordkanal   | 54° 51′ 16,2″ N, 5° 47′ 52,7″ W | 1899      | 23 m     | 23 m      | Iso.WR.5s   |      |
| Blackhead Lighthouse       | Mid and East Antrim    | Nordkanal   | 54° 46′ 1″ N, 5° 41′ 21″ W      | 1902      | 16 m     | 45 m      | Fl.W.3s     |      |
| Mew Island Lighthouse      | Ards and North Down    | Nordkanal   | 54° 41′ 54,9″ N, 5° 30′ 48,9″ W | 1884      | 37 m     | 37 m      | Fl.(4)W.30s |      |
| Donaghadee Lighthouse      | Ards and North Down    | Nordkanal   | 54° 38′ 41,9″ N, 5° 31′ 51,2″ W | 1836      | 16 m     | 17 m      | Iso.WR.4s   |      |
| St John’s Point Lighthouse | Newry, Mourne and Down | Irische See | 54° 13′ 34,7″ N, 5° 39′ 33,4″ W | 1844/1893 | 39 m     | 37 m      | Q.(2)W.7.5s |      |
| Haulbowline Lighthouse     | Newry, Mourne and Down | Irische See | 54° 1′ 11,7″ N, 6° 4′ 44,4″ W   | 1824      | 34 m     | 32 m      | Fl.(3)W.10s |      |